# Ordre du Mérite centrafricain
L’ordre du Mérite centrafricain est la plus haute décoration honorifique de la République centrafricaine. Il a été créé le 20 juin 1959 pour récompenser les services éminents rendus à la République sur les plans économiques, humains ou sociaux. À titre exceptionnel, l'ordre peut être conféré à des personnalités étrangères.
L'ordre comporte trois grades (chevalier, officier et commandeur) et deux dignités (grand officier et grand-croix). Les nominations et promotions, contingentées, ont lieu le 1er décembre de chaque année, à l'occasion de la Fête nationale. Le Conseil de l'ordre est présidé par le président de la République centrafricaine, grand-maître de l'ordre.

## Grades
L'ordre comporte trois grades (chevalier, officier et commandeur) et deux dignités (grand officier et grand-croix).
| Chevalier | Officier | Commandeur | Grand officier | Grand-croix |
| --------- | -------- | ---------- | -------------- | ----------- |
|           |          |            |                |             |

La plaque de grand-croix se porte sur la poitrine.

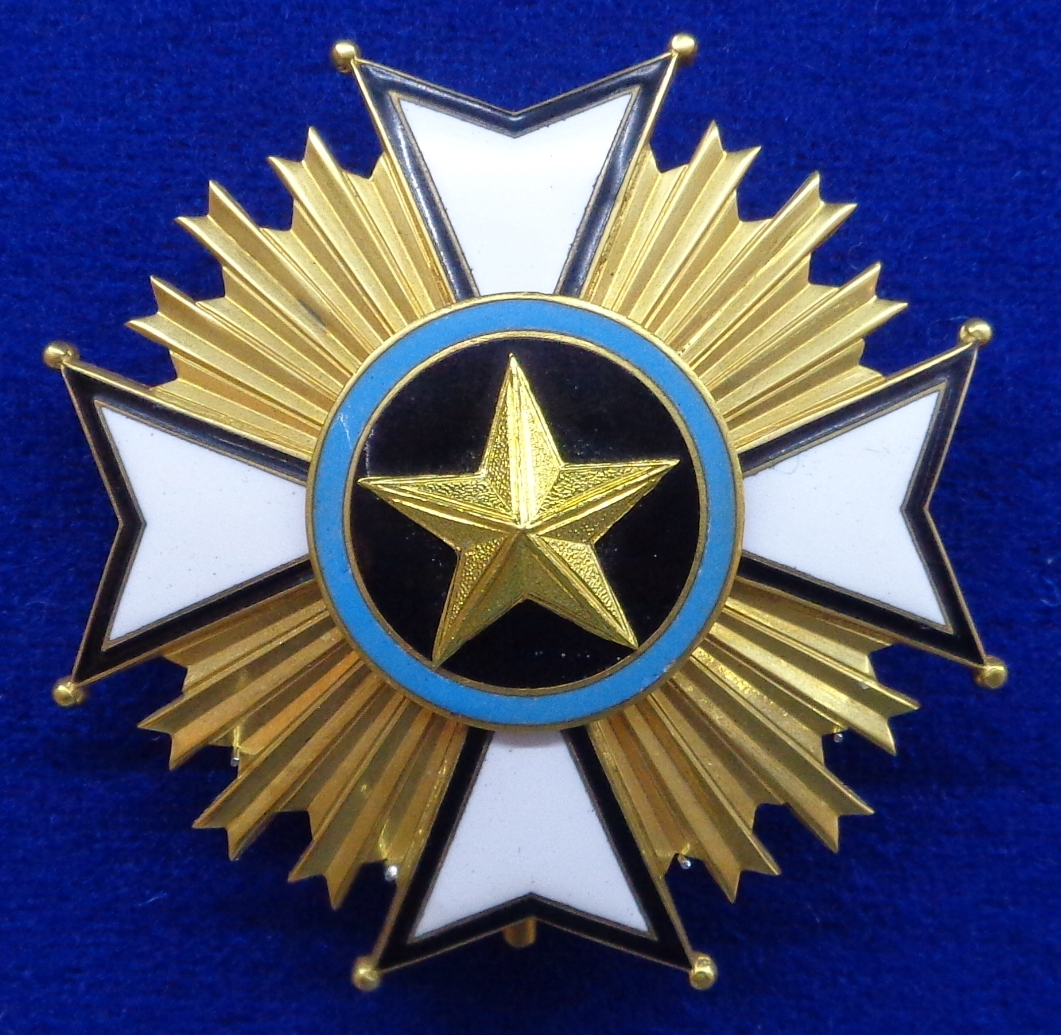
Plaque de grand-croix de l'ordre du Mérite centrafricain.